# 國重隆
國重 隆（くにしげ たかし、1976年4月22日 - ）は、日本の元プロボクサー。大阪府大阪市生野区出身。ワタナベボクシングジム所属。関西創価学園、創価大学卒業。実兄は衆議院議員の國重徹。

## 来歴
大学入学後にボクシングを始め、卒業後に大阪帝拳ジムでプロとなる。
2000年5月17日、村田匡教戦でプロデビューし、判定で勝利した。
2001年4月28日、後の世界王者・高山勝成に負傷判定で初敗北を喫した。
2002年12月22日、牧山勝海を下し全日本ライトフライ級新人王を獲得した。
2008年2月11日、嘉陽宗嗣が持つ日本ライトフライ級王座に挑戦するが、負傷判定で引き分けとなり王座獲得はならなかった。
2008年5月16日、タレントの林家まる子（夫婦漫才コンビ林家ライス・カレー子の娘）との婚約を発表した。同年12月27日に結婚し、12月28日に東京ドームホテルで挙式・披露宴を行った。
2008年6月14日、メキシコシティでWBC世界ライトフライ級王者・エドガル・ソーサ（メキシコ）と対戦した。テレビ局、プロモーター、WBCスライマン会長らの協力により19,000人収容の会場パラシオ・デ・ロス・デポルテスへの入場は無料で開催された。前日計量では王者の測定を不正として國重陣営が猛抗議したが受け入れられず、試合は8回TKO負けで戴冠はならなかった。敵地でのレフェリング、ジャッジングで不利になることを恐れ、事前に吉井会長からクリンチ禁止などのアドバイスを受けていたが、これを厳守して大幅なスタイル変更を成し遂げ、挑戦失敗ながらも評価の高い試合だった。
同年10月25日、ミニマム級金光佑治との世界ランカー対決に3-0の判定勝利で再起を果たした。
2009年4月13日、日本ライトフライ級王者・嘉陽宗嗣に再挑戦したが、世界戦前のファイトスタイルに戻ってバッティング、クリンチの多い展開となり、5Rにはホールディングで減点も受け、8R負傷判定で引き分けて王座獲得に失敗した。
2009年12月29日、デビュー3戦目となる後の世界王者・井岡一翔と対戦するが、0-3で判定負けを喫した。
2010年、ワタナベジムへ移籍した。9月20日に移籍第1戦として沼田慶一に判定で勝利した。
2010年12月24日、タイで行われたABCOフライ級王座決定戦でスリヤン・ソー・ルンヴィサイと0-3の判定負けで王座獲得はならなかった。
2011年11月18日、八重樫東が世界王座挑戦のため返上して空位となった日本ミニマム級王座を三田村拓也と争うが、敗れる。
2013年10月21日、日本ミニマム級王者原隆二と対戦するが0-3の判定負けを喫し王座獲得に失敗した。
この試合を最後に現役を引退した。

## 戦績
- 37戦25勝2KO10敗2分

## 獲得タイトル
- 2002年西日本ライトフライ級新人王
- 第49回全日本ライトフライ級新人王

## その他
- 全日本新人王獲得の前日に父親が56歳で死去しているが、気を使った周囲からそれを知らされず、勝利直後に「病と闘う父に勝利を捧げます」と語った。
- 1996年に妹が17歳で死去しており、世界初挑戦の公式発表が彼女の命日であった。
- 2007年7月、弁護士の兄と共に、婦女暴行犯を現行犯逮捕した。